# Hypnotique (film)
Pour les articles homonymes, voir Hypnotic.
Pour la classe de médicaments, voir Hypnotique.
Pour plus de détails, voir Fiche technique et Distribution.
Hypnotique (Hypnotic) est un film américain réalisé par Matt Angel et Suzanne Coote, sorti en 2021.

## Synopsis
Une jeune femme commence une hypnothérapie. Des événements inquiétants s'ensuivent et elle n'en garde aucun souvenir.

## Fiche technique
- Titre : Hypnotique
- Titre original : Hypnotic
- Réalisation : Matt Angel et Suzanne Coote
- Scénario : Richard D'Ovidio
- Musique : Nathan Matthew David
- Photographie : John S. Bartley
- Montage : Brian Ufberg
- Production : Michael J. Luisi
- Société de production : The Long Game
- Pays :  États-Unis
- Genre : Drame, horreur, thriller
- Durée : 88 minutes
- Dates de sortie : 
  - Netflix : 27 octobre 2021

## Distribution
- Kate Siegel : Jenn Tompson
- Jason O'Mara : Dr. Collin Meade
- Dulé Hill : le détective Wade Rollins
- Lucie Guest : Gina Kelman
- Jaime M. Callica : Brian Rawley
- Tanja Dixon-Warren : Dr. Stella Graham
- Luc Roderique : Scott Kelman
- Devyn Dalton : Tabby
- Stephanie Cudmore : Andrea Bowen
- Jessie Fraser : Amy

## Accueil
Le film a reçu un accueil défavorable de la critique. Il obtient un score moyen de 33 % sur Metacritic.